# Søren Robert Lund
Søren Robert Lund (født 19. juli 1962 i København) er en dansk arkitekt. Han fik sit gennembrud med kunstmuseet Arken og er en af få danske arkitekter, der har eksperimenteret med dekonstruktiv arkitektur.
Lund studerede på Kunstakademiets Arkitektskole under Halldor Gunnløgsson, Tage Lyneborg, Theo Bjerg og Steen Høyer fra 1982 til 1989, hvor han tog afgang som arkitekt. Han arbejdede for Busk Design A/S, København 1988-89 og Vilhelm Lauritzen Arkitekter A/S 1989-91 og har haft egen tegnestue siden 1991. 
Allerede som studerende vandt han 1. præmie i konkurrencen om et nyt kunstmuseum i Ishøj 1988. Resultatet, museet Arken, der stod klar til Kulturby 96, er bygget op omkring et koncept baseret på to krydsende diagonaler. Derudover rummer den ekspressive bygning referencer til skibsdesign og russisk konstruktivisme. Museet skulle oprindeligt have ligget tættere på kysten, hvilket ville have styrket den udvendige maritime profil. Dele af bygningen demonstrerer en leg med en fragmenteret stoflighed, særligt jernelementer og beton. Bygningens rum, der brød med en traditionel måde at organisere museer på, præges af stærke perspektiviske flugtlinjer og er bevidst upraktiske og eksperimentelle.
Derudover har han opført indgangsportalen til en international kolonihaveudstilling i Vallensbæk (1996) og har bidraget til udstillingen Hjem til Fremtiden (1997, Dansk Arkitektur Center, København). Lund  blev i 1997 udviklingschef i Tivoli, hvor han året efter tegnede Valhalla Borgen og siden Orienten på Bastionen og Kina 2000. I 2009 blev det offentliggjort, at Lund skal tegne det ny akvarium til Nordsøen Oceanarium.
Lund modtog Emil Bissens Præmie 1988, Prins Jørgens Pris 1992, Bikubens Pris 1994, Chicago Artist International Award 1994, Jyllands-Postens Kunstnerlegat 1995, Betonelementprisen 1996, Nykredits Arkitekturpris 1996 og Eckersberg Medaillen 2002.